# Observatorio de La Ametlla de Mar
El Observatorio de La Ametlla de Mar es un observatorio astronómico localizado en la ciudad española de La Ametlla de Mar en la provincia de Tarragona con el Código de Observatorio 946. Está gestionado y participa en el Grupo de Astronomía de Asteroides (Grup d'Estudis Astronòmics, GEA).

## Descubrimientos
| Asteroides descubiertos: 12 | Asteroides descubiertos: 12 |
| --------------------------- | --------------------------- |
| (46248) 2001 HM22           | 25 de abril de 2001         |
| (52067) 2002 QE36           | 25 de agosto de 2002        |
| (58051) 2002 YY2            | 28 de diciembre de 2002     |
| (78426) 2002 QY44           | 30 de agosto de 2002        |
| (78559) 2002 RG154          | 1 de noviembre de 2002      |
| (84557) 2002 VC             | 1 de noviembre de 2002      |
| (94892) 2001 YE5            | 25 de diciembre de 2001     |
| 99205) 2001 HL22            | 25 de abril de 2001         |
| (133034) 2002 YZ2           | 28 de diciembre de 2002     |
| (142378) 2002 SJ1           | 27 de septiembre de 2002    |
| (143217) 2002 YA3           | 28 de diciembre de 2002     |
| (151519) 2002 QG36          | 30 de agosto de 2002        |

Entre 2001 y 2002 se descubrieron doce asteroides, acreditados al observatorio; a finales de 2016 todos estaban numerados pero sin nombre asignado.